# Mansarde

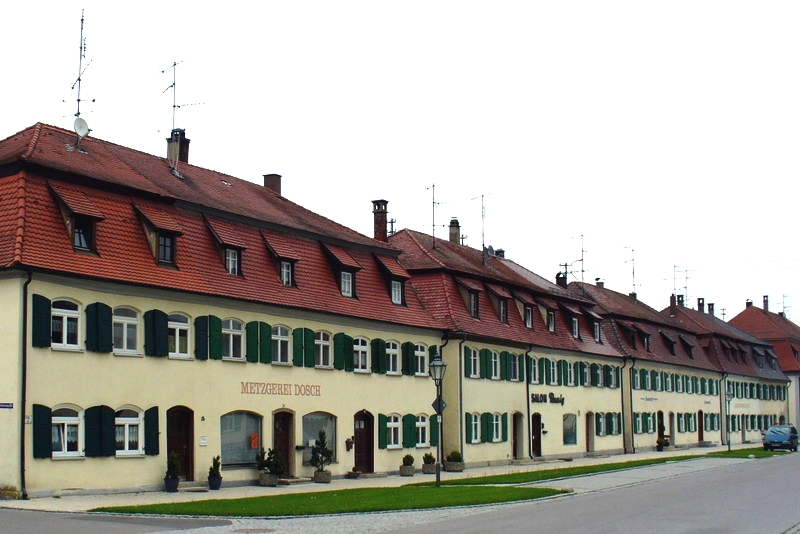
Mansarddächer in Oberdischingen

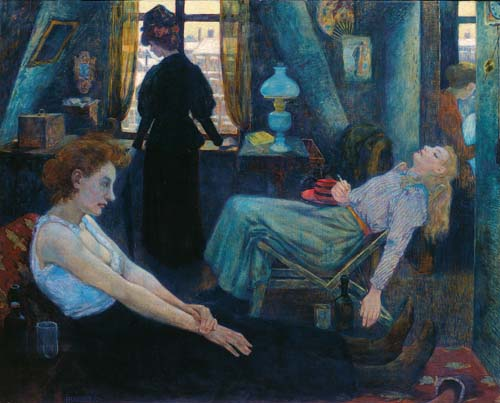
In der Mansarde (Hans Baluschek, 1898)

Mansarde bezeichnet ein Zimmer oder eine Wohnung im ausgebauten Dachgeschoss, gelegentlich auch die gesamte Dachgeschoss-Etage.

## Geschichte
Im 18. Jahrhundert verstand man darunter in Frankreich eine bestimmte Dachform, das so genannte „gebrochene Dach“: Das Mansarddach erleichterte den Einbau von Räumen mit senkrechten Wänden im Dachbereich und war zudem wirtschaftlicher durch geringeren Holzbedarf. 
Der Name leitet sich ab von den französischen Baumeistern und Architekten François Mansart (1598–1666) und dessen Großneffen Jules Hardouin-Mansart (1646–1708), die diese Art der Dachbau-Technik in ihren zahlreichen Prunkbauten in Paris populär machten. Als Erfinder der Dachform gilt jedoch der Architekt des Louvre, Pierre Lescot, der bereits ca. 100 Jahre zuvor diese raumsparende Idee als erster verwirklichte.
Seit Mitte des 18. Jahrhunderts wurde der Begriff – zunächst für das Dach, dann für die Wohnung – auch in England, wenig später auch im deutschen Sprachraum geläufig. Nach 1800 gehörte er fest zum deutschen Wortschatz: Goethe z. B. verwendete es gerne und häufig und pries 1811 in Dichtung und Wahrheit sein „hübsches helles Giebelzimmer in der Mansarde.“  Mit der zunehmenden Proletarisierung der Städte und dem damit verbundenen erhöhten Wohnraumbedarf für ärmere Bevölkerungsschichten entwickelte sich die Mansarde zu einem Synonym für schäbiges Arme-Leute-Wohnen. Auch bei mittellosen Studenten und Künstlern war die Kammer unter dem Dach als billige Unterkunft beliebt. Der Biedermeier-Maler Carl Spitzweg setzte ihr in seinem berühmten Bild Der arme Poet 1839 ein Denkmal.
In den verelendeten Großstädten der Weimarer Republik wurde die Mansarde endgültig zum Symbol für Armut und Not und den damit verbundenen Erfindungsreichtum der Überlebenswilligen: Um 1920  entstandene Modewörter wie „Mansardenkaffee“ (für billigen Kaffeeersatz) und „Mansardenschneiderin“ (für eine schwarz in ihrer Wohnung arbeitende Flickschneiderin) waren typisch für jene Zeit.
Als Mansarde wurde/wird auch ein Raum im Dachgeschoss eines Hauses (meist einer „Villa“ oder dergleichen) bezeichnet, der über ein Fenster sowie geputzte Wände verfügte und – einem einfach ausgestatteten Wohnraum ähnlich – den damaligen Dienstboten zum Schlafen außerhalb der Wohnung überlassen wurde. Er konnte mit einem Einzelofen geheizt werden. War eine Zentralheizung im Haus, wurde auch die Mansarde mit beheizt. Voraussetzung für diese Art der Nutzung war eine Waschgelegenheit im Raum und die Möglichkeit, auf dem Geschoss eine Toilette nutzen zu können.

## Gegenwart

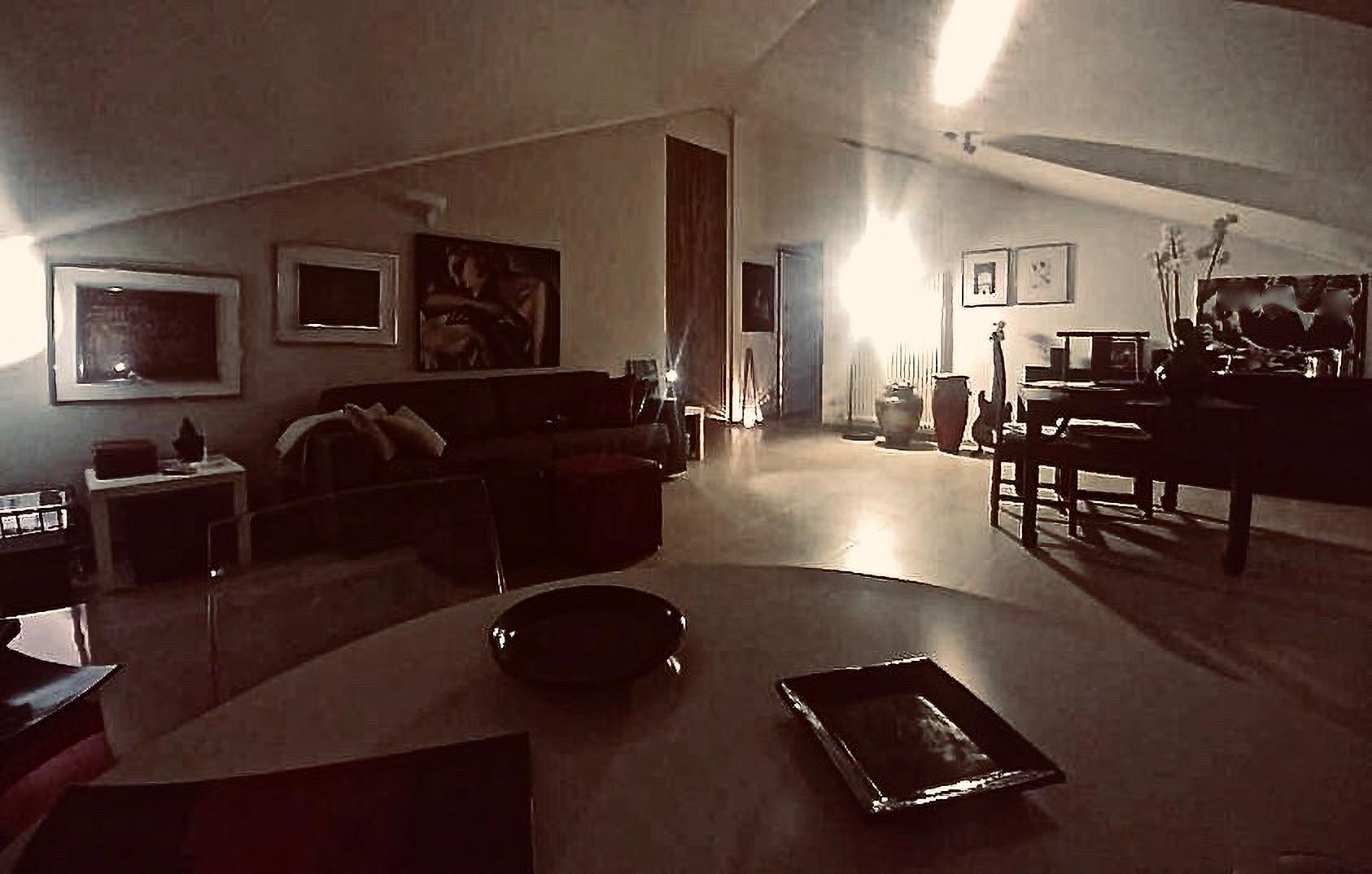
Das Innere eines Mansardenzimmers in Sanremo (Italien)

Heute ist die – einfache – Mansardenwohnung zwar in der Regel immer noch preiswerter als eine Etagenwohnung, aber längst nicht mehr mit dem Stigma der Armut versehen: Das großzügig ausgebaute Dachgeschoss, gelegentlich sogar mit Balkon oder Dachterrasse, ist gerade bei jüngeren Bewohnern auch Zeichen urbaner Wohnkultur.
Im allgemeinen Sprachgebrauch haben „Dachgeschoss“ und „Dachgeschosswohnung“ die bisweilen veraltete Bezeichnung „Mansardenwohnung“ weitgehend ersetzt. In Österreich und der Schweiz wird „Mansardenwohnung“ (neben „Dachwohnung“) weiterhin verwendet.

## Zitate
„Ich bin zu Belvedere in einer Mansarde, wo wirklich ein Sturmwind so grob als möglich in meine Ohren saust.“ (Christoph Martin Wieland 1774 in einem Brief an Friedrich Heinrich Jacobi.)
„Es gibt, die Bewohner des sechsten Stocks wissen das, ein Alpenglühen der Dächer, das an trostvoll schwermütiger Schönheit dem im Gebirge gleichkommt.“ (Alfred Polgar, „Lob der Mansarde“.)
„Da die Behausung der Nowaks eine Mansardenwohnung war, hatte man Ausblick über Dächer und zumindest an Tageslicht herrschte kein Mangel.“ (Christopher Isherwood, „Willkommen in Berlin“.)